# Islington
Islington és un districte Londinenc a l'àrea coneguda com a Nord de Londres a l'Interior de Londres. El districte es va constituir el 1965 de la fusió del districtes de Islington i Finsbury. El districte d'Islington està format pels següents barris:
| - The Angel - Archway - Ashburton Grove - Barnsbury - Canonbury | - Clerkenwell - Finsbury - Finsbury Park - Highbury - Holloway | - Islington - Kings Cross - Newington Green - Pentonville - St Luke's - Tufnell Park |